# Claus Christian Malzahn
Claus Christian Malzahn (* 1963 in Göttingen) ist ein deutscher Journalist und seit April 2010 stellvertretender Politik-Chef bei der „Welt“-Gruppe des Axel-Springer-Verlags.

## Leben und Wirken
Malzahn wuchs als Kind von DDR-Flüchtlingen auf. Nach dem Abitur 1984 machte er ein Volontariat bei der Norddeutschen Presseagentur. 1986 gehörte er zu den Gründern des Lokalteils der tageszeitung (taz) in Bremen. 1987 wechselte er als Reporter in die taz-Zentrale nach Berlin.
Ab 1993 arbeitete Malzahn als Korrespondent des Spiegels in Erfurt, Berlin, Bonn und Warschau. Zwischen 1999 und 2004 berichtete er als Krisenreporter aus dem Kosovo, aus Afghanistan, Somalia und als embedded Journalist aus dem Irak. Ab Mai 2004 war Malzahn Leiter des Politik-Ressort bei Spiegel Online und des Berliner Büros von Spiegel Online.
Im Wahljahr 2005 positionierte er sich durch Artikel bei Spiegel Online als Kritiker der 68er und der rot-grünen Regierung, er warb für eine CDU-Regierung unter Angela Merkel sowie eine politische Annäherung an die USA unter George W. Bush.
Als Autor hat Claus Christian Malzahn unter anderem den Reportagenband Die Signatur des Krieges sowie eine Geschichte der geteilten Nation unter dem Titel Deutschland, Deutschland herausgegeben. Zuletzt kritisierte er die nach seiner Meinung übertriebene Angst der deutschen Bevölkerung vor den USA, weil in einer Meinungsumfrage 57 % der Deutschen zwischen 18 und 29 Jahren die US-Politik als eine größere Gefahr für den Frieden als die Politik des Iran ansahen. Malzahn empfahl eine neue Re-Education der Deutschen. Malzahn befürwortete 2010 die Verhaftung des WikiLeaks-Gründers Julian Assange.
In seinem Buch Deutschland 2.0 diskutiert er Fehler, Probleme und Erfolge des Einigungsprozesses.

## Werke
- Deutschland, Deutschland. Bundeszentrale für politische Bildung, Bonn 2005, ISBN 3-89331-660-4
- Über Mauern oder warum das Leben im Schatten des Schutzwalls eine sonnige Sache war. wjs, Berlin 2009, ISBN 978-3-937989-54-9
- Deutschland 2.0. Deutscher Taschenbuch Verlag, München 2010, ISBN 978-3-423-24798-6
- Wer Krieg führt, soll auch Krieg sagen. In: Spiegel Online, 7. Februar 2007; Malzahn zur Afghanistan-Debatte